# Kulte
Pour les articles homonymes, voir Kult.
 (juillet 2015).
Kulte, par détournement du nom commun culte, est une marque de vêtements française fondée à Marseille en 1998 par la société SABS, reprise en 2006 par la société Vex -Gallery, puis rachetée fin 2016 par la société Kinvest.
Elle édite aujourd’hui son propre magazine baptisé Le Kultorama, produit des podcasts kulte sound system et réalise des vidéoclips pour accompagner la sortie de chacune de ses collections.

## Historique
- 1998 : création de Kulte.
- 2003 : ouverture d'une première boutique à Paris.
- 2006 : l'entreprise est rachetée par la société V-ex Gallery.
- 2010 : ouverture de la 1re boutique à l'étranger à Athènes.
- 2013 : ouverture de la 12e boutique sur le marché français
- 23 décembre 2016, rachat de la marque par Kinvest

La marque Kulte est développée par de nombreux graphistes, dont Christopher D. (Fenchurch, Sixpack France) entre 1998 et 2001, Yak Da House, Jérôme Coste (Hold-Up, Ruby), DirtLab, ou Thomas Cantoni. Depuis la saison printemps/été 2010, la direction graphique de la marque est entre les mains de Mothi Limbu et le style entre celles de Jeanne Morel. 